# Zeybek
Gli Zeybek, anche Zeibek, erano una milizia irregolare di guerriglieri ottomani distribuiti nella Regione dell'Egeo dell'Anatolia, attivi dal XVII al XX secolo. La loro arma tradizionale era la spada yatagan. Praticavano una particolare danza nella quale imitavano le movenze del falco.

## Storia
Prima del Trattato di Losanna (1923), la maggior parte degli Zeybek risiedevano nei dintorni di Smirne. Furono particolarmente attivi nelle operazioni di guerriglia anti-greca durante l'occupazione ellenica della città occorsa nella Guerra greco-turca (1919-1922). Molti di loro, confluirono durante il conflitto nell'esercito turco regolare ("Türk Kara Kuvvetleri").